# سيمون ويب (لاعب شطرنج)
سيمون ويب (بالإنجليزية: Simon Webb)‏ هو لاعب شطرنج بالمراسلة ‏ بريطاني، ولد في 10 يونيو 1949 في لندن في المملكة المتحدة، وتوفي في 14 مارس 2005 في Järfälla Municipality ‏ في السويد.

## وصلات خارجية
- سيمون ويب على موقع مباريات الشطرنج (الإنجليزية)
- سيمون ويب على موقع 365Chess.com (الإنجليزية)
- سيمون ويب على موقع Chesstempo.com (الإنجليزية)
- سيمون ويب على موقع اتحاد المراسلات الدولية للشطرنج (الإنجليزية)